# La Frontière (film, 1961)
Pour les articles homonymes, voir La Frontière.
Pour plus de détails, voir Fiche technique et Distribution.
La Frontière est un film français réalisé par Jean Cayrol et Claude Durand, sorti en 1961.

## Fiche technique
- Titre : La Frontière
- Réalisation : Jean Cayrol et Claude Durand
- Scénario : Jean Cayrol et Claude Durand
- Photographie : Jean-Marc Ripert
- Société de production : Les Films de la Pléiade
- Producteur : Pierre Braunberger
- Pays :  France
- Genre : documentaire
- Durée : 18 minutes
- Date de sortie : France - 1961

## Distribution
- Laurent Terzieff : voix